# Namboboto
Namboboto är en ort i distriktet Busia i provinsen Västprovinsen i Kenya.